# Nazario Corte-Real
Nazario Vital dos Santos Corte-Real (Falschschreibweise: Nazario Corterel, * nach unterschiedlichen Angaben 1931 oder 22. Januar 1953 in Hau-Udo, Ainaro,  Portugiesisch-Timor) war der ehemalige Chef der pro-indonesischen Miliz ABLAI im von Indonesien seit 1975 besetzten Osttimor.

## Werdegang
Corte-Real absolvierte nur die Prä-Sekundarschule. Früh während der indonesischen Invasion 1975 begann Corte-Real für die Indonesier zu arbeiten, zog nach Manufahi und kämpfte in einer Miliz für die Invasoren. Seine damalige Miliz trug nach 1980 den Namen Wisesa. Es ist nicht klar, ob er zu den Überlebenden der Hinrichtungen durch FRETILIN-Kämpfer Ende Januar 1976 in Same gehört.
1995 nahm er an einem Drei-Wochen-Armee-Training der Kopassus teil. 1999 war er Beamter im Distrikt Manufahi (Asisten I Tatapraja Sekwilda Manufahi) und lebte im Suco Letefoho. 1997 bewarb Corte-Real sich für das Amt des Distriktsadministrators (Bupati), scheiterte aber wegen unzureichender Unterstützung durch die Streitkräfte Indonesiens.
Corte-Real wurden enge Beziehungen zum SGI nachgesagt, dem Nachrichtendienst der Kopassus. Die ABLAI gründete Corte-Real am 11. März 1999 wohl auf Anweisung der Kopassus. Das Haus von Corte-Real diente als Hauptquartier und Funkzentrale der Miliz. Die ABLAI hatte etwa 400 Mitglieder und etwa 70 Schusswaffen zur Verfügung. Ihr Operationsgebiet war der Distrikt Manufahi, im Süden von Osttimor. Corte-Real behauptete gegenüber Reportern, seine Miliz hätte 5000 Mitglieder, aufgeteilt in 15 „Kompanien“, von denen eine ausschließlich aus Frauen bestehe.
2004 wurde Corte-Real vor den von den Vereinten Nationen geführten Special Panels for Serious Crimes am Distriktgericht Dili angeklagt. Zu diesem Zeitpunkt befand er sich allerdings vermutlich im indonesischen Teil von Westtimor.
Laut der Anklageschrift hielt Corte-Real im April 1999 ein Treffen der Miliz ab, bei dem verschiedene Führungskräfte ankündigten, dass es Blut geben würde und Indonesien alles zerstört, sollte das Unabhängigkeitsreferendums in Osttimor am 30. August 1999 Erfolg haben. Corte-Real ergänzte demnach, dass auch Mitglieder der Miliz getötet werden würden, sollten sie die Unabhängigkeitsbewegung unterstützen. Am 5. August suchten indonesische Armee und ABLAI-Milizen unter Führung von Corte-Real nach Unabhängigkeitsaktivisten in Same. In der Kirche erstachen Milizionäre sofort mehrere Studenten. Ein Mann wurde in Front von Corte-Real von einem Milizionär mit einem Schwert getötet.
Zu den Vergeltungsmaßnahmen Indonesiens in der Operation Donner gehörte auch die Zwangsevakuierung von Osttimoresen nach Westtimor. Ab dem 1. September nahm Corte-Real an der Deportation von Zivilisten teil und bedrohte Zivilisten auch mit dem Tode, sollten sie sich weigern, auf die Lastwagen zu steigen. Nachdem Corte-Real bereits nach Atambua in Westtimor geflohen war, schickte er einen Konvoy aus ABLAI und indonesischen Soldaten nochmals Manufahi. Sie sollten noch Einwohner einsammeln und nach Westtimor bringen. Während dieser Fahrt kam es zu mehreren Morden. Insgesamt wurden aus dem Subdistrikt Same 15.000 gezwungen, nach Westtimor zu gehen.